# Stanisław Ciołek Drzewicki
Stanisław Ciołek Drzewicki herbu Ciołek (zm. w 1666 roku) –  stolnik lubelski  w latach 1659–1666, podczaszy lubelski w latach 1658–1667.
Immatrykułował się na Akademii Zamojskiej w 1634/1635 roku,  na Akademii Krakowskiej w 1638/1639 roku. Poseł województwa lubelskiego na sejm w 1661 i 1662 roku.